# Bistum Leeds (römisch-katholisch)
Das Bistum Leeds (lat. Dioecesis Loidensis, englisch Diocese of Leeds) ist eine im Vereinigten Königreich gelegene römisch-katholische Diözese mit Sitz in Leeds.

## Geschichte
Das Bistum Leeds wurde 1840 durch Papst Gregor XVI. aus Gebietsabtretungen des Apostolischen Vikariates Northern District als Apostolisches Vikariat Yorkshire District errichtet. Am 29. September 1850 wurde das Apostolische Vikariat Yorkshire District durch Papst Pius IX. mit der Apostolischen Konstitution Universalis Ecclesiae – Wiederherstellung der katholischen Hierarchie in England – zum Bistum erhoben und in Bistum Beverley umbenannt. Es wurde dem Erzbistum Westminster als Suffraganbistum unterstellt. Das Bistum Beverley gab am 20. Dezember 1878 Teile seines Territoriums zur Gründung des Bistums Middlesbrough ab und wurde mit gleichem Datum in Bistum Leeds umbenannt. Das Bistum Leeds gab am 30. Mai 1980 Teile seines Territoriums zur Gründung des Bistums Hallam ab.
Seit 2013 gibt es die gleichnamige anglikanische Diözese Leeds.

## Ordinarien

### Apostolische Vikare von Yorkshire District
- John Briggs, 1840–1850

### Bischöfe von Beverley
- John Briggs, 1850–1860
- Robert Cornthwaite, 1861–1878

### Bischöfe von Leeds
- Robert Cornthwaite, 1878–1890
- William Gordon, 1890–1911
- Joseph Robert Cowgill, 1911–1936
- Henry John Poskitt, 1936–1950
- John Carmel Heenan, 1951–1957, dann Erzbischof von Liverpool
- George Patrick Dwyer, 1957–1965, dann Erzbischof von Birmingham
- William Gordon Wheeler, 1966–1985
- David Every Konstant, 1985–2004
- Arthur Roche, 2004–2012, dann Sekretär und Präfekt der Kongregation für den Gottesdienst und die Sakramentenordnung
- Marcus Stock, seit 2014